# La Roche-Mabile
La Roche-Mabile là một xã thuộc tỉnh Orne trong vùng Normandie tây bắc nước Pháp. Xã này nằm ở khu vực có độ cao trung bình 211 mét trên mực nước biển.